# Karma and Effect
Karma and Effect — третий студийный альбом южноафриканской пост-гранж группы Seether, выпущен 24 мая 2005 года. После релиза, альбом дебютировал в топ-10 во многих странах мира, и первый сингл «Remedy» занял первое место в BillboardBillboard Mainstream Rock. После сингла «Remedy», и «The Gift», хотя и не в одинаковой степени, они нашли успех на рок-радио. Karma and Effect можно считать самым «тяжёлым» альбомом Seether. С момента выпуска альбома было продано 635 412 копий в США и почти 800 тысяч по всему миру.

## Список композиций
1. «Because of Me» — 3:36
2. «Remedy» — 3:27
3. «Truth» — 3:50
4. «The Gift» — 5:34
5. «Burrito» — 3:51
6. «Given» — 3:46
7. «Never Leave» — 4:59
8. «World Falls Away» — 4:40
9. «Tongue» — 4:05
10. «I’m the One» — 2:48
11. «Simplest Mistake» — 5:28
12. «Diseased» — 3:40
13. «Plastic Man» — 8:49

## Участники записи
- Шон Морган — вокал, гитара
- Дэйл Стюарт — бас-гитара, бэк-вокал
- Джон Хэмфри — ударные
- Пэт Калахан — ритм-гитара

## Сертификация
| Регион | Сертификация | Продажи   |
| --- | ------------ | --------- |
| Канада (Music Canada) | Золотой      | 50 000^   |
| Новая Зеландия (RMNZ) | Золотой      | 7500      |
| США (RIAA) | Платиновый   | 1 000 000 |
| ^ Данные о тиражах приведены только на основе сертификации. · Данные о продажах + прослушиваниях приведены только на основе сертификации. |              |           |